# Mi Ranchito, Baja California
Mi Ranchito är en ort i Mexiko.   Den ligger i kommunen Tecate och delstaten Baja California, i den nordvästra delen av landet, 2 200 km nordväst om huvudstaden Mexico City. Mi Ranchito ligger 983 meter över havet och antalet invånare är 494.
Terrängen runt Mi Ranchito är lite kuperad. Runt Mi Ranchito är det ganska glesbefolkat, med 22 invånare per kvadratkilometer. Närmaste större samhälle är Cereso del Hongo, 10,5 km sydost om Mi Ranchito. Omgivningarna runt Mi Ranchito är i huvudsak ett öppet busklandskap.